# Pasterek domowy
Pasterek domowy (Opilo domesticus) – gatunek chrząszcza z rodziny przekraskowatych. Zarówno w stadium larwalnym jak i dorosłym jest saproksylicznym drapieżnikiem polującym na larwy chrząszczy odżywiających się martwym drewnem.

## Morfologia
Chrząszcz o wydłużonym ciele długości od 7 do 12 mm, porośniętym przeważnie jasnym owłosieniem. Głowa jest kasztanowoczerowna, grubo punktowana, zaopatrzona w duże oczy złożone o słabo wykrojonych przednich brzegach, długie czułki o spłaszczonych członach nasadowych oraz głaszczki szczękowe z trójkątnymi członami szczytowymi. Przedplecze jest ubarwione kasztanowo, matowe, o powierzchni z gęsto rozmieszczonymi i grubymi punktami oraz słabą, podłużną bruzdką. Pokrywy są również kasztanowe, zwykle z trzema parami żółtych plam, ale wzór ten odznacza się dużą zmiennością. Forma pokryw jest płaska i rozszerzona ku tyłowi. Odnóża są żółte z brązowymi goleniami i wierzchołkami ud. Kolor spodu ciała jest żółty.

## Występowanie
Owad pierwotnie palearktyczny. W Europie występuje od południowych prowincji Szwecji i Finlandii na północy przez Europę Środkową i Zachodnią (na zachód po Hiszpanię) po kraje śródziemnomorskie, w tym Korsykę, Sardynię i Maltę. Brak w Europie Wschodniej. Poza Europą zasiedla Kaukaz i Maderę. Ponadto zawleczony został do Kanady i Meksyku. W Polsce jest bardzo rzadko znajdywany, przeważnie w pojedynczych i rozproszonych stanowiskach w różnych rejonach kraju. W 2002 roku umieszczono go na Czerwonej liście zwierząt ginących i zagrożonych w Polsce jako gatunek zagrożony o niedostatecznie rozpoznanym statusie (DD).
Zarówno w stadium larwalnym jak i dorosłym pasterek ten jest saproksylicznym drapieżnikiem polującym na larwy chrząszczy odżywiających się martwym drewnem (saproksylofagi). 
Najczęściej spotkać go można w starych budynkach drewnianych, takich jak stodoły, szopy, wiatraki, młyny i podobne budowle, które są już opanowane przez inne szkodniki drewnożerne. Zasiedla także drewno budulcowe i stare drzewa w lasach iglastych, jeśli są opanowane przez larwy chrząszczy, głównie z rodziny kołatkowatych, pustoszowatych, kornikowatych i kózkowatych. Razem z drewnem jest on często wprowadzany do naszych pomieszczeń.

## Znaczenie gospodarcze
Owad uznawany jest za pożytecznego, ponieważ poluje na szkodniki drewna. Zarówno postacie dojrzałe, jak i larwy, są bardzo drapieżne – w drewnianych budynkach niszczą spuszczela pospolitego i larwy kołatka domowego, w mieszkaniach tępią żywiaka chlebowca, a na drzewach owocowych np. kózki Vadonia unipunctata i wierzbówkę małą, oraz korniki Scolytus amygdali i Scolytus rugulosus. Polują na ofiary wchodząc w chodniki szkodników drewna. Ponieważ w pogoni za kołatkami pasterek sam boruje drewno, może on powodować dalsze szkody w wyrobach drewnianych.